# Hájov
Hájov je vesnice, část města Příbor v okrese Nový Jičín. Nachází se asi 3,5 km na východ od Příboru.
Hájov je také název katastrálního území o rozloze 3,39 km2.

## Historie
Vesnice vznikla v letech 1780–1797 parcelací vrchnostenského dvora. Hájov byl samostatnou obcí do roku 1976, k 1. dubnu 1976 se stal částí Příbora.

## Obyvatelstvo
| Rok            | 1869 | 1880 | 1890 | 1900 | 1910 | 1921 | 1930 | 1950 | 1961 | 1970 | 1980 | 1991 | 2001 | 2011 | 2021 |
| -------------- | ---- | ---- | ---- | ---- | ---- | ---- | ---- | ---- | ---- | ---- | ---- | ---- | ---- | ---- | ---- |
| Počet obyvatel | 353  | 336  | 386  | 446  | 415  | 429  | 428  | 379  | 423  | 405  | 368  | 395  | 416  | 435  | 494  |
| Počet domů     | 54   | 54   | 54   | 54   | 55   | 55   | 67   | 78   | 84   | 85   | 90   | 112  | 118  | 125  | 150  |